# با آتش و شمشیر (مجموعه تلویزیونی)
با آتش و شمشیر (لهستانی: Ogniem i mieczem) یک مجموعهٔ تلویزیونی درام تاریخی لهستانی است که در سال ۲۰۰۰ ساخته و در ۱۴ آوریل ۲۰۰۱ منتشر شد.
این سریال همزمان با نسخه سینمایی آن (محصول ۱۹۹۹) ساخته شد. تفاوت بین این دو نسخه تقریباً نامحسوس است. با توجه به ویژگی ساختاری سریال‌های تلویزیونی، روایت آن به روشی کمی متفاوت (در چهار قسمت مجزا) تدوین شد که ریتمی متفاوت به داستان فیلم داد.

## گزیدهٔ بازیگران
- ایزابلا اسکروپو
- میخاو ژبروفسکی
- الکساندر داماگارف
- کشیشتف کوالفسکی
- بودان اشتوپکا
- آندژی سورین
- زبیگنیف زاماخوفسکی
- ویکتور زبوروفسکی
- اوا ویشنیفسکا
- ماچئی کوزووفسکی
- مارک کندرات
- روسلانا پیسانکا
- دانیل اولبریخسکی
- لشک تله‌شینسکی
- یژی بونچاک
- آندژی کوپیچینسکی
- وویچیخ مالایکات
- گوستاف هولوبک
- آدام فرنتسی
- گوستاو لوتکیه‌ویچ
- آنا مایخر
- یوآنا بروژیک
- آندژی پیچنسکی
- کشیشتف گُشتیوا
- ماگدالنا واژخا
- پاوئو کلشچ
- آندژی شچتکو
- چسواف لاسوتا
- برنارد وادیش
- بارتوش ابوخوویچ
- روبرت وینتسکیویچ
- آندژی گرابوفسکی
- داریوش گناتوفسکی
- کریستینا فلدمان
- لخ دیبلیک
- یژی سنوتا
- رافائو چیه‌شینسکی
- آگنیشکا کروکوونا
- ووجیمیش بدنارسکی
- ائوگنیوش پریویژینسف
- مارک فرانتسکوویاک
- توماش کُنیچنی
- کشیشتف کوئوباشوک